# Russellville (Ohio)
Russellville es una villa ubicada en el condado de Brown en el estado estadounidense de Ohio. En el Censo de 2010 tenía una población de 561 habitantes y una densidad poblacional de 297,12 personas por km².

## Geografía
Russellville se encuentra ubicada en las coordenadas 38°52′2″N 83°47′16″O / 38.86722, -83.78778. Según la Oficina del Censo de los Estados Unidos, Russellville tiene una superficie total de 1.89 km², de la cual 1.89 km² corresponden a tierra firme y (0%) 0 km² es agua.

## Demografía
Según el censo de 2010, había 561 personas residiendo en Russellville. La densidad de población era de 297,12 hab./km². De los 561 habitantes, Russellville estaba compuesto por el 99.11% blancos, el 0.53% eran afroamericanos, el 0% eran amerindios, el 0% eran asiáticos, el 0% eran isleños del Pacífico, el 0% eran de otras razas y el 0.36% pertenecían a dos o más razas. Del total de la población el 0.53% eran hispanos o latinos de cualquier raza.